# Gloria Nielfa
Gloria Nielfa Cristóbal (Madrid, 17 de abril de 1947) es una historiadora y escritora española pionera en la investigación sobre la historia de las mujeres y las relaciones de género en España. Es catedrática emérita de Historia Contemporánea de la Universidad Complutense de Madrid y cofundadora de la Asociación Española de Investigación de Historia de las Mujeres (AEIHM), del Frente de Liberación de la Mujer (1976) y del Instituto de Investigaciones Feministas (1988) de la Universidad Complutense de Madrid.

## Trayectoria
Se licenció en Filosofía y Letras, sección de Historia en la Universidad Complutense de Madrid en 1969 y se doctoró en 1984 con la tesis Los sectores mercantiles en Madrid en el primer tercio del siglo XX. Tiendas, comerciantes y dependientes de comercio. En 1971 empezó a dar clases en la mencionada universidad donde posteriormente fue nombrada catedrática emérita de Historia Contemporánea.  
Se vinculó al feminismo en 1975. En diciembre del mismo año participó en las Primeras Jornadas de Liberación de la Mujer en Madrid y con ese grupo de mujeres fue cofundadora en enero de 1976 del Frente de Liberación de la Mujer. Una década después, en el curso 1988-1989 fue cofundadora del Instituto de Investigaciones feministas.
En 2001 participó en la elaboración las reseñas biográficas de la exposición y catálogo de 100 mujeres del siglo XX que abrieron camino a la igualdad en el siglo XXI, comisariada por Carmen Sarasúa y organizada por el Consejo de la Mujer de la Comunidad de Madrid.
Ha formado parte del Grupo de Investigación Relaciones de género en el mundo contemporáneo, una perspectiva interdisciplinar desde la Historia, la Geografía y el Derecho, de la Universidad Complutense de Madrid y del consejo de redacción de Arenal. Revista de historia de las mujeres',  la primera revista aparecida en España para la recuperación de la historia de las mujeres.

## Recuperar la historia de las mujeres
Nielfa está considerada como una de las pioneras en la investigación sobre historia de las mujeres y de las relaciones de género en España, sobre familia, legislación y trabajo desde la perspectiva de género, orígenes de la legislación laboral en España o el debate feminista durante el franquismo.
A raíz de la militancia feminista comenzó a replantearse la historia que había estudiado y que ella misma estaba enseñando, empezando a descubrir el interés de transformar el conocimiento y asumiendo el reto de trabajar para incluir a las mujeres en la historia. 
En 2019 recibió el Premio Clara Campoamor otorgado por el Ayuntamiento de Madrid, un galardón de gran prestigio que en su primera edición celebrada en 2006 fue entregado a la jurista María Telo.

Quienes hacemos la historia de las mujeres no tratamos de poner un suplemento a la historia, tratamos de replantear la historia, creemos que la inclusión de las mujeres en la historia obliga a repensar la historia en conjunto, queremos una historia de la humanidad, una historia que no hable sólo de los varones.
Gloria Nielfa en la recogida del Premio Clara Campoamor, 2019

## Premios y reconocimientos
- XIV Premio Clara Campoamor del Ayuntamiento de Madrid (2019).[6]

## Publicaciones
- “La recepción de El Segundo Sexo en España a lo largo de siete décadas”, Sens public, Revue internationale (en prensa).

- “Family Law, Legal Reforms, Female Lawyers and Feminist Claims in Spain (1868-1950)”, en Sara L. Kimble and Marion Röwekamp (eds.),  New Perspectives on European Women’s Legal History, New York, Routledge, 2017. ISBN: 978-1-13-880554-5.

- Mujeres en los Gobiernos locales. Alcaldesas y concejalas en la España contemporánea, ed. Gloria Nielfa Cristóbal, Madrid, Biblioteca Nueva, 2015. ISBN: 978-84-16345-05-2.

- “Trabajo, salud y vida cotidiana de las mujeres en España durante el siglo XX”, en Oliva María Rubio e Isabel Tejeda (dirs.), 100 años en femenino. Una historia de las mujeres en España, Madrid, ACE, 2012, pp. 123-139. ISBN: 978-84-15272-20-5.

- “Mujeres y política en el franquismo: el régimen y la oposición”, en Ángeles Egido y Ana Fernández Asperilla (eds.), Ciudadanas, militantes, feministas. Mujer y compromiso político en el siglo XX, Madrid, Eneida, 2011, pp. 163-198. ISBN: 978-84-92491-84-1.

- Enciclopedia Internacional de las Mujeres. Edición especial para el ámbito hispanohablante, Cheris Kramarae y Dale Spender, dirs., 5 vols., Madrid, Síntesis, 2006. (Supervisión científica de la edición española, Gloria Nielfa Cristóbal). ISBN: 84-9756-419-7.

- La regulación del trabajo femenino. Estado y sindicatos, en Isabel Morant (dir.), Historia de las mujeres en España y América Latina, 4 vols., Madrid, Cátedra, 2006, vol. III, pp. 313-351. ISBN: 84-376-2288-3.

- Dossier: Mujeres, Hombres, Historia, Cuadernos de Historia Contemporánea, Guadalupe Gómez-Ferrer y Gloria Nielfa Cristóbal, coords., vol. 28 (2006). ISSN: 0214-400X.

- Mujeres y hombres en la España franquista: Sociedad, economía, política, cultura, ed. Gloria Nielfa Cristóbal, Madrid, Editorial Complutense, 2003. ISBN: 84-7491-745-X.

- Trabajo, legislación y género en la España contemporánea: los orígenes de la legislación laboral, en Carmen Sarasúa y Lina Gálvez (eds.), ¿Privilegios o eficiencia? Mujeres y hombres en los mercados de trabajo, Valencia, Publicaciones de la Universidad de Alicante, 2003, pp. 39-53. ISBN: 84-7908-758-7.